# Piquillacta
El complejo arqueológico de Piquillacta (en quechua: Pikillaqta, "pueblo de las pulgas") es un yacimiento arqueológico conformado por los restos de una ciudad del Antiguo Perú, de la era prehispánica. Está ubicado en el distrito de Lucre, provincia de Quispicanchi, departamento del Cusco, a unos 30 km al sureste de la ciudad del Cusco y a 3.250 m s. n. m., en la cuenca del río Lucre y en un ambiente mesotérmico del curso del río Vilcanota. Abarca un área aproximada de unas 50 hectáreas.
Fue uno de los más importantes centros administrativos-cultistas de la cultura wari (o Huari), entre los siglos VI al IX de nuestra era, y representa el urbanismo planificado wari por excelencia. Algunos especialistas sostienen que se mantuvo vigente hasta la época de los incas, aunque no se han hallado restos que corroboren dicha presencia. 

## Etimología del nombre
Piquillacta es una palabra antigua quechua compuesta: piki, nigua (especie de pulga), y llaqta, pueblo. Es decir «pueblo de las pulgas», pero como también en el habla quechua piki alude metafóricamente a algo diminuto, podría significar «pueblo pulga» o «pueblo pequeño».

## Estudios arqueológicos
Luis E. Valcárcel fue el primero en realizar investigaciones en Piquillacta en 1927, en esta zona arqueológica descubrió, a poca profundidad, en dos habitaciones, 40 estatuillas de turquesa, examinándolas y posteriormente presentando una ponencia, "Esculturas de Piquillajta", en el XXV Congreso Internacional de Americanistas de la Plata en 1932.  El primero en realizar un plano detallado de Piquillacta fue Luis A. Pardo en 1937. En 1959 Emilio Harth-Terré realizó un reconocimiento de superficie del yacimiento, al que consideró de origen incaico; su función habría sido el de un inmenso granero como parte del engranaje administrativo del imperio incaico. John Rowe fue el primero en señalar la filiación wari del recinto, sobre la base de su arquitectura semejante con la ciudad de wari de Ayacucho. Estudios posteriores, como los de William Sanders (década de 1960) y Gordon F. McEwan (década de 1980), no dejan ya duda de ello, con evidencias de una densa ocupación humana en el recinto durante el período del Horizonte Medio. El hallazgo de figurillas de turquesa de 25 a 45 mm de inconfundible estilo Tiahuanaco-wari, así como de cerámica de la misma cultura, corroboran aún más el origen wari de Piquillacta.

## Cronología
Fue construido en las décadas finales del siglo VI y dejó de funcionar alrededor  del siglo IX, es decir, durante el inicio del colapso del Imperio Wari. Su ocupación fue intensa e ininterrumpida por alrededor de 150 años.

## Restos arquitectónicos

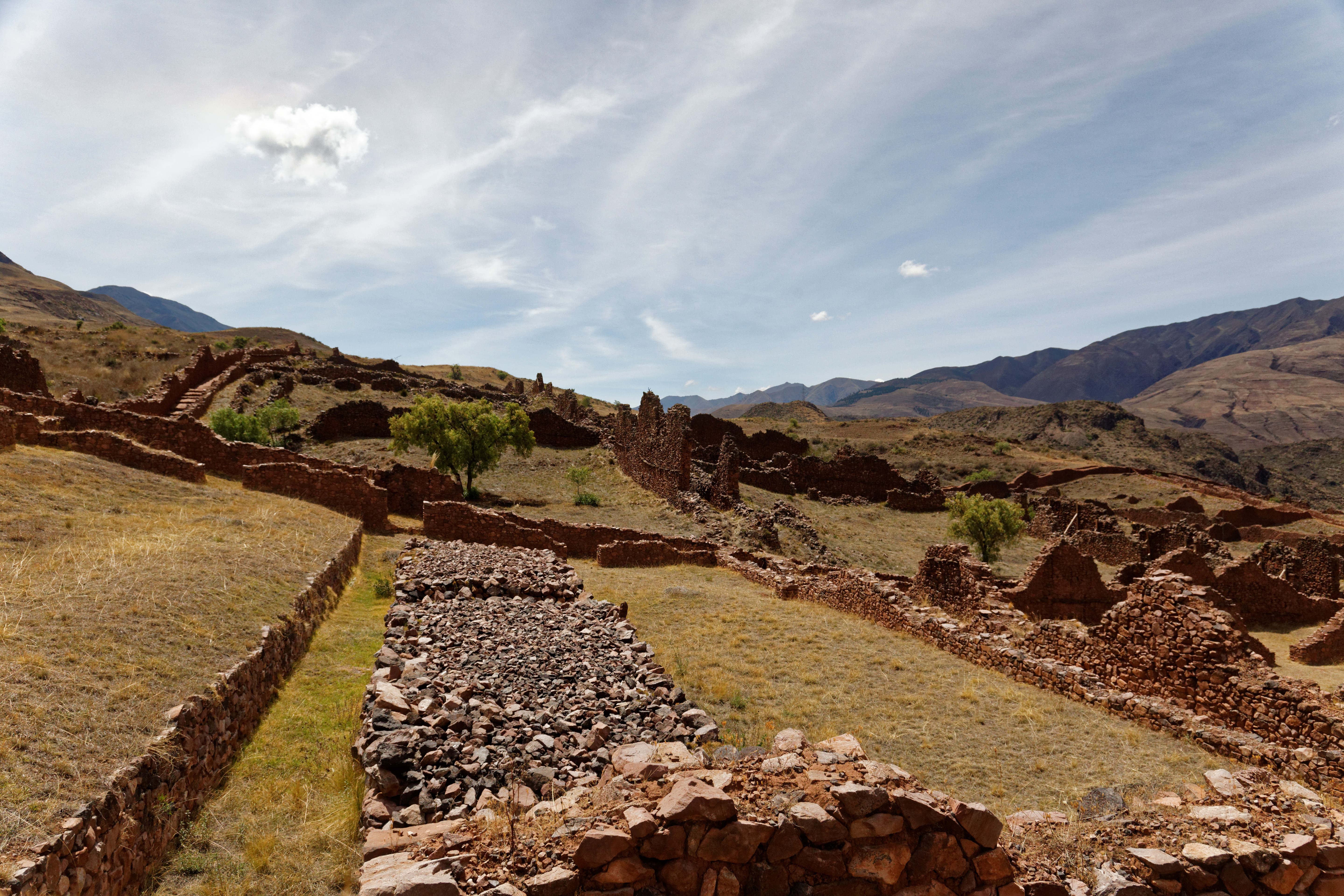
Vista de un sector de Piquillacta.

Los vestigios de Piquillacta dan la impresión que la urbe fue muy bien planificada urbanísticamente, según el concepto wari clásico, con un plan geométrico muy armonioso y casi perfecto. Son básicas las formas rectangular y cuadrada de los edificios, canchas y plazas. Las construcciones son de piedra sin tallar y barro con argamasa, ordenadas en conjuntos separados por calles rectas y circundados por muros de hasta 12 m de alto, que le daban un aspecto de fortificación.  En total contiene 700 edificios, 200 canchas y 508 almacenes o colcas (otros lo consideran viviendas), entre otros edificios.
En su mayoría, las paredes de las viviendas están cubiertas de yeso y hasta algunas pintadas con motivos antropomorfos bien delineados; también hay evidencias de que muchas edificaciones fueron de dos y hasta tres pisos. Todo lo cual da la impresión de que sus habitantes estaban muy bien desarrollados en muchos aspectos. Se calcula que albergó a una población de diez mil personas.
Destaca un sector amurallado en el lado noroeste, con 508 recintos circulares casi idénticos, cada uno de unos 4 m² y con un solo acceso, que se suponen fueron graneros o colcas, aunque otra hipótesis (por MacEwan) sugiere que fueron viviendas para guarniciones militares o trabajadores temporales.

## Centro administrativo wari

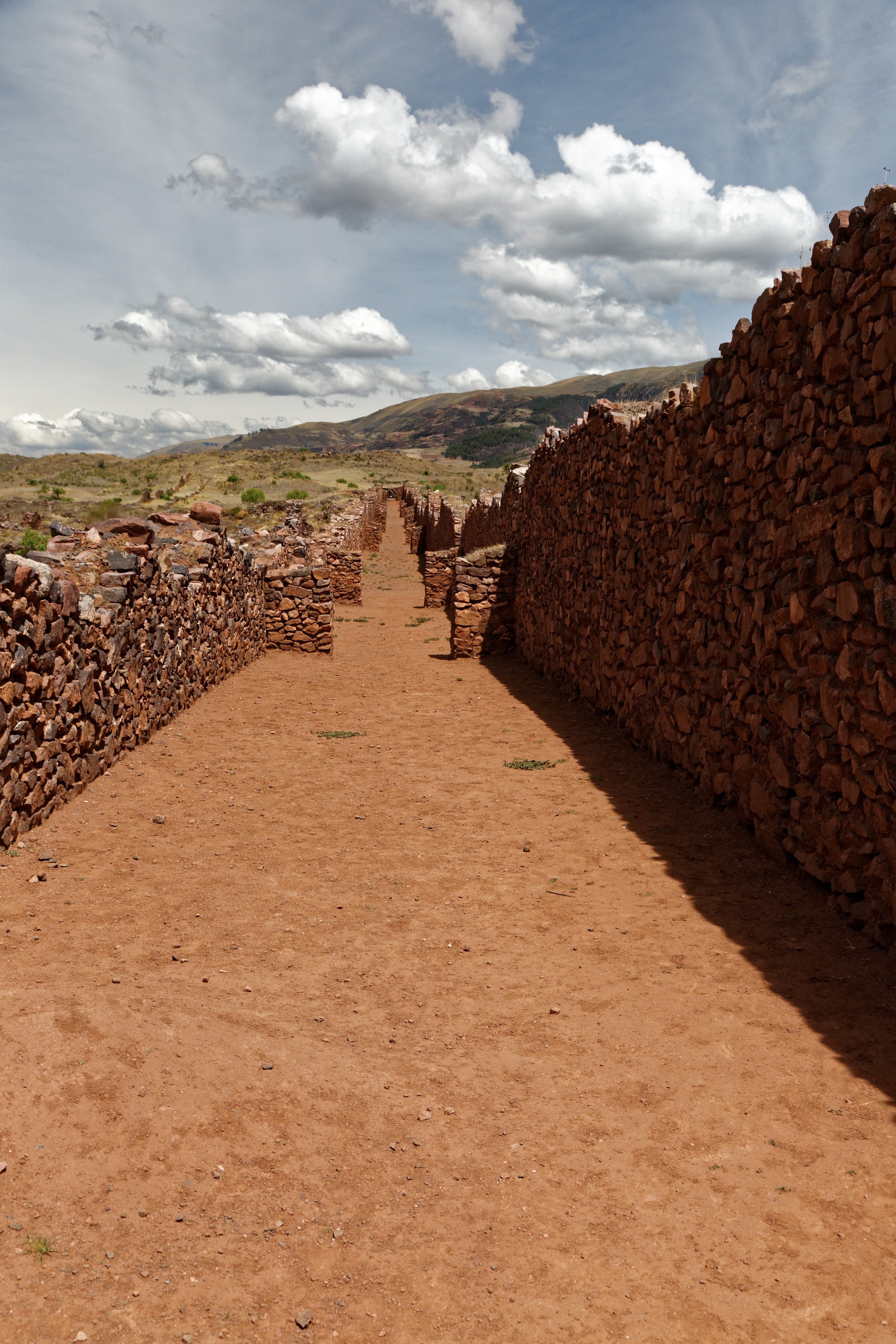
Vista de una de las calles de Piquillacta.

Parece que la mayor importancia de Piquillacta alcanzó entre los años 700 y 800 d. C., época en la que tuvo una intensa actividad, albergando a muchos artesanos y trabajadores que mantenían viva la urbe. Este conjunto era abastecido por un sistema de canales de agua subterránea.
Al igual que el resto de los centros administrativos de los wari esparcidos en puntos clave de su imperio, la función de Piquillacta debió ser doble, es decir, como centro ceremonial y a la vez residencial, donde vivían gobernantes y sacerdotes, y trabajadores de diversas especialidades al servicio de aquellos.
Piquillacta fue probablemente la frontera sur de la ocupación wari en los Andes Centrales del Perú, junto con Choquepuquio, que se halla en la misma área del Cuzco. En dirección sudeste y a menos de 2 km del centro de Piquillacta se encuentra la portada-acueducto de Rumicolca, que también parece ser de origen wari, pero que posteriormente, en la época incaica, fue enchapada con piedras labradas y pulidas.
Piquillacta se elevó en un lugar muy estratégico que controlaba tres valles: al sur el valle medio alto del Vilcanota, por el noreste el valle medio bajo del Vilcanota y por el noroeste el valle de Quispicanchis, territorios productores de maíz estos dos últimos.
En Piquillacta habrían sido almacenados productos agrícolas para su redistribución, de acuerdo a un modelo posiblemente similar al que después se implementó en el imperio incaico. En efecto, no es errado decir que los incas adoptaran modelos y estructuras de los wari, si se tiene en cuenta que la civilización andina fue en el fondo una sola unidad, con cambios de menor cuantía a través de sus tres milenios continuos de desarrollo.

## Fin
No hay relatos o alguna pista que indique cuándo, cómo y por qué quedó abandonada Piquillacta, pues dentro de su estructura como ciudad no hay huellas que indiquen influencia incaica en la misma, y si lo hubo de killke, esta puede haber sido durante el periodo de inicios del imperio. Sánchez (2002). Todos ellos realizaron trabajos de exploración, excavación e interpretación de
algunos sitios mencionados; el resultado de estas investigaciones, evidencia una ocupación prehispánica que se remonta a periodos del Horizonte Temprano hasta el Horizonte Tardío e inclusive la
Colonia. Sabine P. Hyland, presenta el libro de Juha Hiltunen: "Ancient Kings of Perú", que en la versión
publicada de una tesis doctoral sobre la crónica del discutido cronista Fernando de Montesinos. La
relación con el tema central de esta publicación es la posibilidad de que exista un vínculo entre las listas
dinásticas y la presencia Wari en Ayacucho, y sobre todo en el Cusco